# 永嘉 (晋)
永嘉（えいか）は西晋の懐帝の治世に使われた元号。307年 - 313年。

## 出来事
- 元年正月：懐帝が即位したことを受け改元され、懐帝の治世いっぱい使われた。

## 西暦との対照表
| 永嘉 | 元年  | 2年   | 3年   | 4年   | 5年   | 6年   | 7年   |
| 西暦 | 307年 | 308年 | 309年 | 310年 | 311年 | 312年 | 313年 |
| 干支 | 丁卯  | 戊辰  | 己巳  | 庚午  | 辛未  | 壬申  | 癸酉  |